# Mark Naumowitsch Bernes

Mark Bernes 1964 in Polen

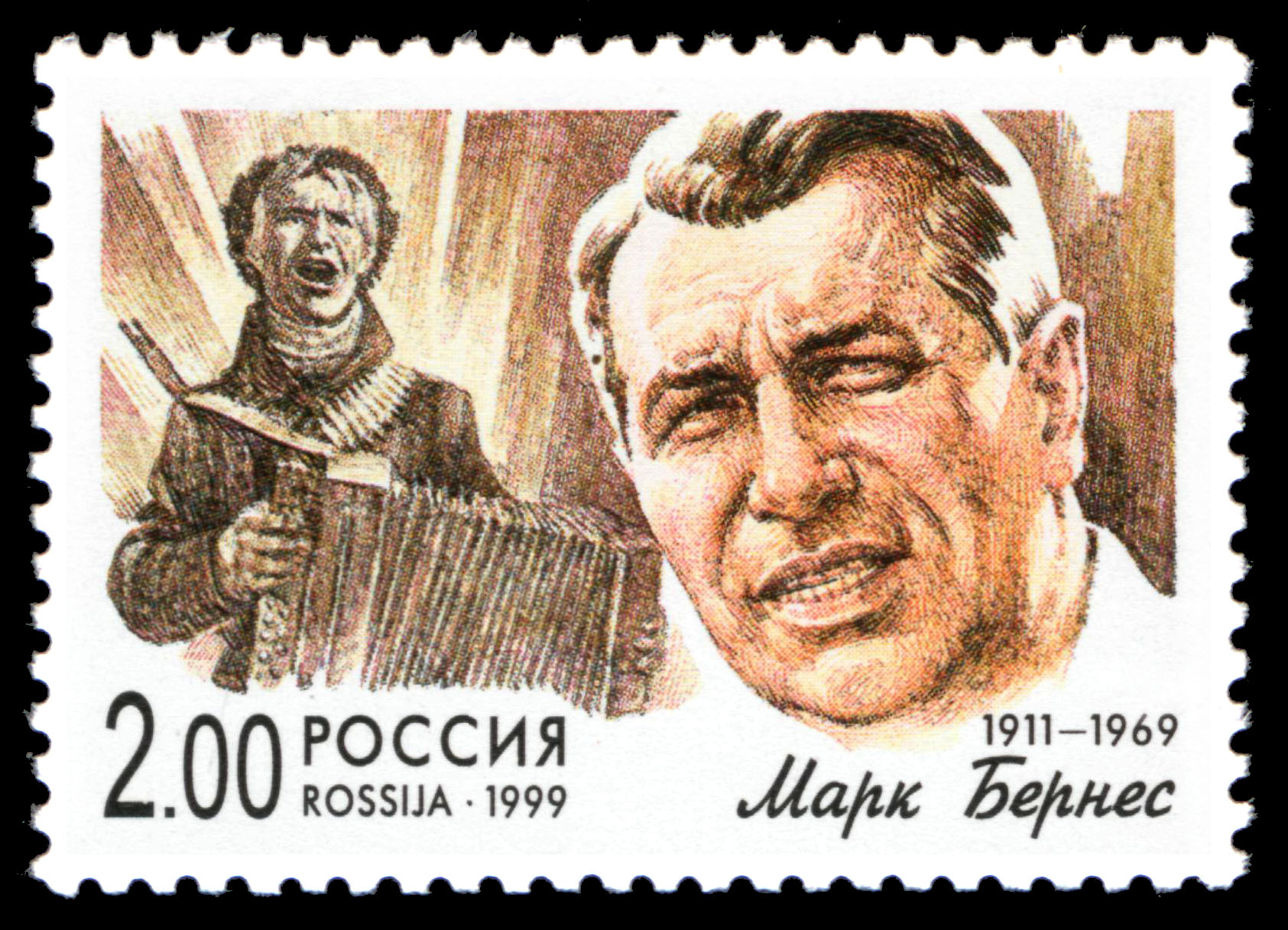
Bernes auf einer russischen Briefmarke (1999)

Mark Naumowitsch Bernes (russisch Марк Наумович Бернес; * 25. Septemberjul. / 8. Oktober 1911greg. in Nischyn, Russisches Kaiserreich als Mark Naumowitsch Neiman; † 16. August 1969 in Moskau, Sowjetunion) war ein sowjetischer Schauspieler und Estrada-Sänger.
Zu seinen bekanntesten Liedern gehörten Тёмная ночь (Dunkle Nacht, 1943), Я люблю тебя, жизнь (Ich liebe dich, Leben, 1956), Meinst du, die Russen wollen Krieg? (1961) und Журавли (Kraniche, 1969). Mark Bernes hat in 40 Spielfilmen mitgewirkt.

## Auszeichnungen
Für seine Verdienste erhielt Bernes 1951 den Stalinpreis und wurde 1965 mit dem Titel Volkskünstler der RSFSR ausgezeichnet. Der Asteroid des inneren Hauptgürtels (3038) Bernes ist nach ihm benannt.

## Filmografie (Auswahl)
- 1939: Der Mann mit dem Gewehr (Человек с ружьём)
- 1940: Das große Leben (Большая жизнь)
- 1946: Die große Wende (Великий перелом)
- 1951: Fern von Moskau (Далеко от Москвы)
- 1952: Gesprengte Fesseln (Тарас Шевченко)
- 1953: Der Junge vom Sklavenschiff (Максимка)
- 1954: Feuertaufe (Школа мужества)
- 1954: Der Ersatzspieler (Запасной игрок)
- 1955: Im Eismeer verschollen (Море студёное)
- 1957: Nächtliche Jagd (Ночной патруль)
- 1957: Testpiloten (Цель его жизни)
- 1957: Akte 306 (Дело № 306)
- 1963: Es geschah in der Miliz (Это случилось в милиции)